# Charlotte's Web (phim 2006)
Charlotte's Web là phim điện ảnh hài giả tưởng của Mỹ năm 2006 dựa trên cuốn tiểu thuyết Charlotte và Wilbur xuất bản năm 1952 của E. B. White. Được đạo diễn bởi Gary Winick cùng phần kịch bản do Susannah Grant và Karey Kirkpatrick đảm nhiệm, đây là phim điện ảnh chuyển thể thứ hai từ cuốn sách gốc của White, đồng thời cùng là phiên bản phim người đóng làm lại từ tác phẩm hoạt hình năm 1973 do hãng Hanna-Barbera Productions sản xuất. Phim có sự tham gia diễn suất của Dakota Fanning, Kevin Anderson và Beau Bridges, cùng phần lồng tiếng của Dominic Scott Kay, Julia Roberts, Steve Buscemi, John Cleese, Oprah Winfrey, Thomas Haden Church, André 3000, Cedric the Entertainer, Kathy Bates, Reba McEntire và Robert Redford. Danny Elfman đảm nhiệm phần nhạc nền của bộ phim.
Dưới vai trò sản xuất của Walden Media, The K Entertainment Company của Jordan Kerner, và Nickelodeon Movies, Charlotte's Web được công chiếu ra mắt tại Úc vào ngày 7 tháng 12 năm 2006 và được Paramount Pictures phát hành tại các rạp chiếu phim từ ngày 15 tháng 12 năm 2006 tại Hoa Kỳ. Tác phẩm nhận về nhiều đánh giá tích cực từ các nhà phê bình, tuy nhiên lại chỉ đạt thành công khiêm tốn về mặt thương mại. Bộ phim thu về 83 triệu USD tại phòng vé Hoa Kỳ và 61 triệu USD ở các thị trường quốc tế, tạo tổng doanh thu 144 triệu USD toàn cầu so với kinh phí thực hiện là 85 triệu USD. Phim thu về thêm 95,2 triệu USD từ doanh băng đĩa gia đình.

## Nội dung
Mùa xuân tại một trang trại ở Quận Somerset, Maine, cô bé Fern Arable phát hiện ra cha mình là John sắp giết một lứa lợn sơ sinh. Cô bé đã xin cha tha mạng cho chú lợn con; Fern đặt tên chú là Wilbur và nuôi dưỡng chú đầy yêu thương. Sáng hôm sau, Fern lén đưa Wilbur vào bàn học, và khi giáo viên biết, cô bé bị mời lên văn phòng.

## Diễn viên
- Dakota Fanning vai Fern Arable
- Kevin Anderson vai John Arable
- Beau Bridges vai Tiến sĩ Dorian
- Louis Corbett vai Avery Arable
- Essie Davis vai Phyllis Arable
- Siobhan Fallon Hogan vai Edith Zuckerman
- Gary Basaraba vai Homer L. Zuckerman
- Nate Mooney vai Lurvy
- Julian O'Donnell vai Henry Fussy

### Lồng tiếng
- Dominic Scott Kay vai Lợn Wilbur
- Julia Roberts vai Nhện Charlotte A. Cavatica
- Steve Buscemi vai Thỏ Templeton
- John Cleese vai Cừu Samuel
- Oprah Winfrey vai Ngỗng Gussy
- Cedric the Entertainer vai Ngỗng Golly
- Kathy Bates vai Bò Bitsy
- Reba McEntire vai Bò Betsy
- Robert Redford vai Ngựa Ike
- Thomas Haden Church vai Quạ Brooks
- André 3000 vai Quạ Elwyn
- Abraham Benrubi vai Bác Lợn
- Briana Hodge vai Nellie, con gái Charlotte
- Maia Kirkpatrick vai Joy, con gái Charlotte
- Jennessa Rose vai Aranea, con gái Charlotte
- Sam Shepard vai Người dẫn truyện